# Mistrzostwa Europy w Judo 1966
Mistrzostwa Europy w Judo 1966 – piętnasta edycja czempionatu europejskiego w tej dyscyplinie sportu. Mistrzostwa odbyły się w Luksemburgu w 1966 roku. W trakcie ich trwania rozegrano 6 konkurencji indywidualnych oraz zawody drużynowe. 

## Medaliści
Tabelę medalistów sporządzono na podstawie:
| Konkurencja | Złoto                                                                                     | Srebro                                                                           | Brąz |
| ----------- | ----------------------------------------------------------------------------------------- | -------------------------------------------------------------------------------- | --- |
| -63 kg      | Siergiej Suslin                                                                           | Jean-Claude Meslaye                                                              | Serge Feist Theo Klein |
| -70 kg      | Oleg Stiepanow                                                                            | Czesław Łaksa                                                                    | Joachim Schröder Ārons Bogoļubovs |
| -80 kg      | Peter Snijders                                                                            | Władimir Pokatajew                                                               | Martin Poglajen Georgy Kotik |
| -93 kg      | Joop Gouweleeuw                                                                           | Peter Herrmann                                                                   | Anzor Kibrocaszwili Anatolij Judin |
| ponad 93 kg | Wim Ruska                                                                                 | Parnaoz Czikwiladze                                                              | Günther Monczyk David Peake |
| Open        | Anzor Kiknadze                                                                            | Alfred Meier                                                                     | Klaus Hennig Władimir Saunin |
| Drużynowo   | ZSRR Anzor Kibrocaszwili Anzor Kiknadze Władimir Pokatajew Oleg Stiepanow Siergiej Suslin | Francja Serge Feist Armand Desmet Patrick Clement Pierre Albertini Georges Gress | NRD Wolfgang Micka Herbert Niemann Dieter Scholz Otto Smirat Günter Wiesner Holandia Joop Gouweleeuw Theo Klein Martin Poglajen Wim Ruska Peter Snijders |

## Klasyfikacja medalowa
| Miejsce | Państwo         |   |   |    | Razem |
| ------- | --------------- | - | - | -- | ----- |
| 1       | ZSRR            | 3 | 2 | 5  | 10    |
| 2       | Holandia        | 3 | 0 | 2  | 5     |
| 3       | RFN             | 0 | 2 | 1  | 3     |
| 4       | Francja         | 0 | 1 | 1  | 2     |
| 5       | Polska          | 0 | 1 | 0  | 1     |
| 6       | NRD             | 0 | 0 | 2  | 2     |
| 7       | Wielka Brytania | 0 | 0 | 1  | 1     |
| Razem   | Razem           | 6 | 6 | 12 | 24    |